# 1998 en sports équestres
Chronologie des sports équestres
- 1997 en sports équestres - 1998 en sports équestres - 1999 en sports équestres

Cet article présente les faits marquants de l'année 1998 en sports équestres.

## Événements

### Octobre
- 1er octobre au 11 octobre : Jeux équestres mondiaux de 1998 à Rome (Italie).

### Novembre
- 5 novembre au 8 novembre : 100e édition du salon Fieracavalli à Vérone (Italie)[1].
- 7 novembre et 8 novembre : Finale jeunes chevaux d'endurance au Haras national d'Uzès (France)[1].
- 11 novembre au 15 novembre : 4e édition du salon Equita'Lyon (France)[1].

### Décembre
- 28 novembre et 6 décembre : 27e édition du Salon du cheval de Paris (France)[1].